# Janez Polajnar
Janez Polajnar, slovenski hidrolog in nekdanji športni trener, * 1960, Ljubljana.
Je nekdanji vodja oddeleka za hidrološke napovedi na Agenciji za okolje, širše znan po nastopanju v informativnih oddajah ob vremenskih ujmah.

## Življenje in delo
Rodil se je v družini geografov in po končani Gimnaziji Bežigrad najprej vpisal študij trenerstva na takratni Fakulteti za telesno kulturo in nato vzporedno še geografije na ljubljanski Filozofski fakulteti. Prvega je končal leta 1984, na Filozofski fakulteti pa je diplomiral leta 1987 iz urbanizma. Nato se je zaposlil kot urbanist v Projektivnem ateljeju, kjer je bil njegov oče direktor.
Že kot študent se je preživljal s treningom smučanja, hkrati pa se je ukvarjal s kajakom in tudi tekmoval na državnih prireditvah kot pridruženi član ekipe Kajak kanu kluba Ljubljana. Leta 1989 je bil nato povabljen za trenerja v tacenski kajak kanu klub, nakar je postal tudi trener državne reprezentance v kajaku in kanuju na divjih vodah in v tej vlogi med drugim sodeloval na Poletnih olimpijskih igrah 1992 v Barceloni ter pripomogel k uspehu Andraža Vehovarja. Leto dni pred Poletnimi olimpijskimi igrami 1996 v Atlanti, na katerih je Vehovar osvojil srebrno medaljo, pa je sprejel službo v Hidrometeorološkem zavodu, za katero je presodil, da je zanesljivejša.
Na zavodu, ki se je medtem preoblikoval v Agencijo za okolje, je napredoval do položaja vodje oddelka za hidrološke napovedi, v katerem tesno sodelujejo z meteorologi in civilno zaščito pri napovedovanju in preprečevanju posledic hidroloških ekstremov. Je tudi med koordinatorji sistema podonavskih držav za opozarjanje pred nenadnim onesnaženjem rek. Po koncu aktivne trenerske kariere je ostal aktiven v športu kot član strokovnega sveta na Kajakaški zvezi Slovenije.